# Muzeum Boženy Němcovej w Českiej Skalicy

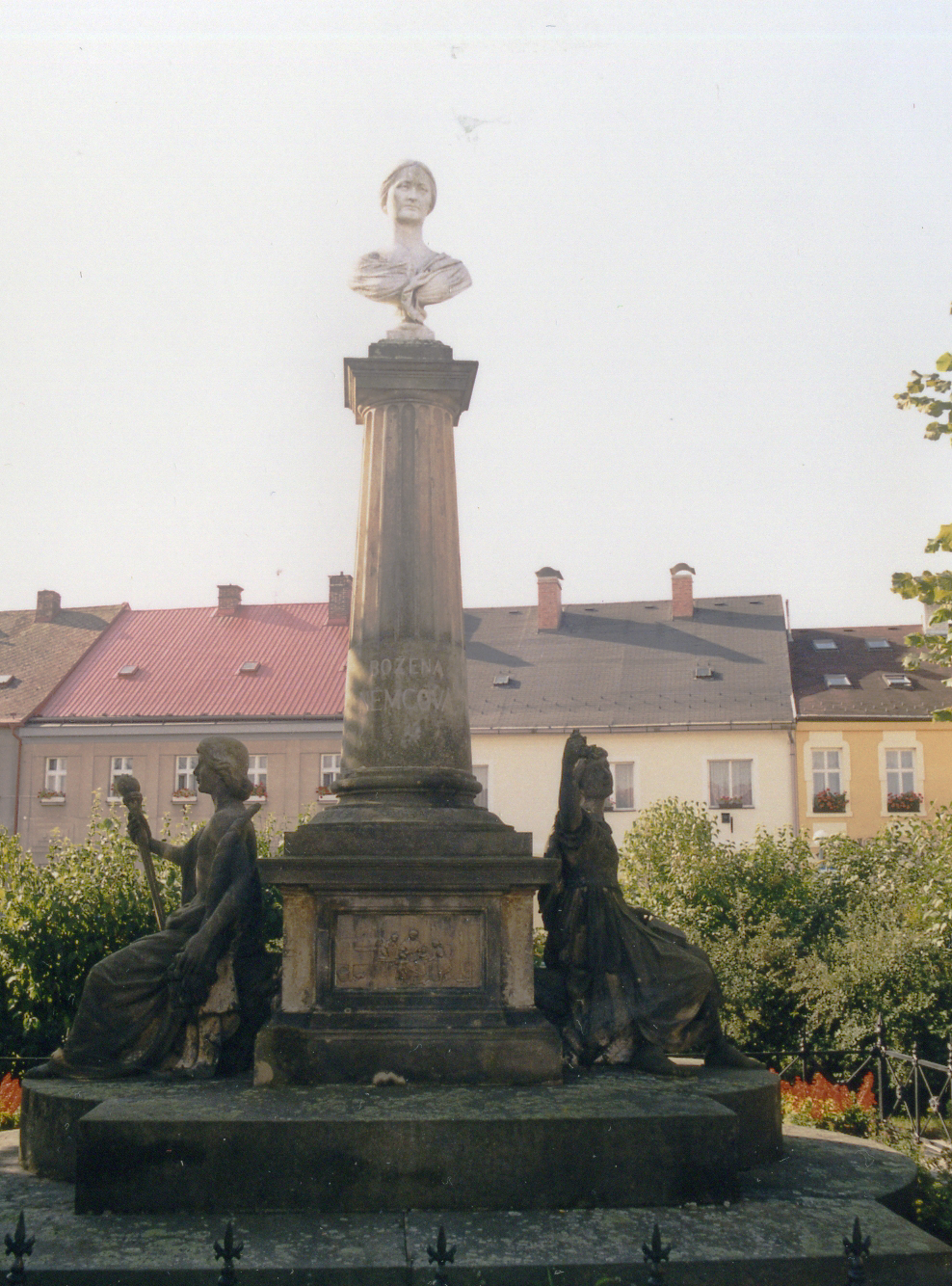
Pomnik Boženy Němcovej w Českiej Skalicy

Muzeum Boženy Němcovej w Českiej Skalicy – najstarsze czeskie muzeum literackie, poświęcone życiu i działalności pisarki Boženy Němcovej. Muzeum znajduje się w Českiej Skalicy i ma trzy stałe ekspozycje. Główna część znajduje się w budynku muzealnym, gdzie na powierzchni 400 m² zaprezentowano życiorys pisarki i jej twórczość. Częścią ekspozycji jest dawna gospoda, klasztor i ruiny średniowiecznej twierdzy.
Druga część ekspozycji znajduje się w Szkole Barunki (Barunčina škola) w pobliżu rynku. Jest tam udostępniona klasa szkolna z XIX w., do której w latach 1824–1833 uczęszczała Barbora Panklová (później Němcová). Jest tam również Muzeum 1866 poświęcone działaniom wojennym w okolicach Českiej Skalice w 1866 r.
Trzecią ekspozycją jest ścieżka (tzw. Bažantnice), która prowadzi wokół muzealnych ekspozycji do Ratibořic, gdzie Božena Němcová spędziła dzieciństwo i gdzie znajdują się miejsca opisane w Babuni (pałac, Stary Bielnik). Ścieżka ma ok. 7 km długości i kończy się przy altanie koło ruin zamku Rýzmburk.